# The Moment
The Moment is een nummer van de Nederlandse singer-songwriter Remme. Hij schreef het nummer samen met Christiaan van der Laan, Gary Go en Isa Azier en de productie werd voor rekening genomen door Mark van Bruggen, Jules Kalmbacher en Atlas Herzberg. In juni 2021 werd het uitgebracht als zevende single van de zanger.

## Achtergrond
Remme schreef The Moment nadat hij iemand tegenkwam in Berlijn en met diegene een goede klik had en helemaal in het moment leefde. Origineel was het bedoeld als pianoballad. Maar hij besloot later af te stappen van dat idee: "[H]et refrein voelde voor mij altijd als een 'anthem' dat me herinnerde aan de zondagmiddagen in het stadion met mijn vader."
The Moment werd snel na het uitbrengen verkozen tot NPO Radio 2 TopSong en een week later ook tot 538 Favourite. Tijdens het Europees kampioenschap voetbal 2020 in 2021 gebruikte de NOS dit nummer als vaste afsluiting van het programma NOS Studio Europa.

## Hitnoteringen en prijzen
The Moment bereikte de Nederlandse Top 40. Hierin stond het acht weken genoteerd, met de eenentwintigste plek als hoogste notering. 

### Nederlandse Top 40
| Hitnotering: 26-06-2021 t/m 14-08-2021 | Hitnotering: 26-06-2021 t/m 14-08-2021 | Hitnotering: 26-06-2021 t/m 14-08-2021 | Hitnotering: 26-06-2021 t/m 14-08-2021 | Hitnotering: 26-06-2021 t/m 14-08-2021 | Hitnotering: 26-06-2021 t/m 14-08-2021 | Hitnotering: 26-06-2021 t/m 14-08-2021 | Hitnotering: 26-06-2021 t/m 14-08-2021 | Hitnotering: 26-06-2021 t/m 14-08-2021 | Hitnotering: 26-06-2021 t/m 14-08-2021 |
| Week:                                  | 1                                      | 2                                      | 3                                      | 4                                      | 5                                      | 6                                      | 7                                      | 8                                      |                                        |
| -------------------------------------- | -------------------------------------- | -------------------------------------- | -------------------------------------- | -------------------------------------- | -------------------------------------- | -------------------------------------- | -------------------------------------- | -------------------------------------- | -------------------------------------- |
| Positie:                               | 36                                     | 33                                     | 29                                     | 27                                     | 24                                     | 21                                     | 23                                     | 30                                     | uit                                    |